# Broglie, Eure
Broglie är en kommun i departementet Eure i regionen Normandie i norra Frankrike. Kommunen ligger i kantonen Broglie som tillhör arrondissementet Bernay. År 2022 hade Broglie 1 035 invånare.

## Befolkningsutveckling
Antalet invånare i kommunen Broglie
Referens:INSEE